# Communauté de communes du canton de Pas-en-Artois
La communauté de communes du canton de Pas-en-Artois était une communauté de communes française, située dans le département du Pas-de-Calais et la région Hauts-de-France, arrondissement d'Arras.

## Composition
Elle est composée des communes suivantes :
1. Amplier
2. Bienvillers-au-Bois
3. Couin
4. Famechon
5. Foncquevillers
6. Gaudiempré
7. Gommecourt
8. Grincourt-lès-Pas
9. Halloy
10. Hannescamps
11. Hébuterne
12. Hénu
13. Humbercamps
14. Mondicourt
15. Orville
16. Pas-en-Artois
17. Pommera
18. Pommier
19. Puisieux
20. Sailly-au-Bois
21. Saint-Amand
22. Sarton
23. Souastre
24. Thièvres
25. Warlincourt-lès-Pas

## Historique
Le 1er janvier 2008, la communauté de communes des villages solidaires et celle du canton de Pas-en-Artois ont fusionné pour donner naissance à la communauté de communes des Deux Sources.

## Pour approfondir